# Sikorsky S-42
Dimensions
Le Sikorsky S-42 fut le premier hydravion réellement capable de traverser les océans. La compagnie de transport aérien Pan American Airways l’avait fait construire en dix exemplaires par la division aéronautique de la société Vought-Sikorsky du groupe United Aircraft Corporation à Stratford, au Connecticut. Tous les dix furent détruits dans des accidents ou finalement retirés du service et envoyés à la casse. Le premier avion vola le 30 mars 1934. Il fut aussi appelé (aux États-Unis) Flying Clipper ou Pan Am Clipper.

## Conception et développement
Basé sur le Sikorsky S-40 qui a volé en 1931, Igor Sikorsky et Charles Lindbergh (qui travaillait à l'époque comme un consultant pour Pan American Airways ) ont établi les plans d'un nouvel hydravion plus grand.
Le président de Pan Am, Juan Trippe, partageait cette vision d'un avion capable de traverser l'océan. Le nouveau design prévu pour une capacité de levage accru pour transporter suffisamment de carburant pour 4 000 km de vol sans escale contre un vent de 48 km/h, à une vitesse de croisière bien au-delà de la vitesse de fonctionnement moyenne de n'importe quel hydravion de l'époque. Pan Am a été également courtisé par Glenn Martin, mais le S-42 de Sikorsky était moins cher et a été livré avant, alors que le Martin M-130 en était à presque un an de son achèvement.
Une société anglaise nommée ’’British Marine Aircraft Ltd.’’ fut fondée en février 1936 pour fabriquer des hydravions S-42-A sous licence au Royaume-Uni mais le projet n’aboutit pas. Cette société construisit une usine sur la côte Est face à la presqu’île de Hamble avec une rampe de mise à l’eau dans la baie de Southampton. Lorsque l’affaire fit faillite, la société fut vendue à H.P. Folland qui la repaptisa Folland Aircraft Limited.

## Histoire opérationnelle
Le S-42 n'a été exploité que par la Pan Am, il était surnommé « Flying Clipper » et « Pan Am Clipper ».
Pour la Pan American Airways, un total de 10 S-42 ont été construits, fabriqués par la Vought-Sikorsky Aircraft, division de l'United Aircraft Corporation à Stratford (Connecticut). Le prototype effectua son premier vol le 30 mars 1934 à Bridgeport au Connecticut, piloté par Boris Vasilievich Sergievsky.
En 1938 et 1939, ce type d'hydravion était le seul connu à se poser dans le lagon du récif de Kingman sur son trajet entre Hawaii et les Samoa américaines, le ravitaillement et l'hébergement des passagers sur ce récif inhabité était assuré par le navire SS North Wind.
Tous les Sikorsky S-42 ont été soit mis au rebut soit détruits dans des accidents.

## Variantes
S-42
Appareil de production avec quatre moteurs en étoile Pratt & Whitney Hornet S5D1G de 700 ch (522 kW), trois construits : NC 822M, NC 823M, NC 824M.
S-42A
Appareil de production avec quatre moteurs en étoile Pratt & Whitney Hornet S1EG de 750 ch (559 kW) ailes ralongée et augmentation de la masse maxi au décollage de 2 000 lb. Quatre construits : NC 15373, NC 15374, NC 15375, NC 15376.
S-42B
Appareil de production avec des améliorations aérodynamiques, hélices Hamilton Standard à pas fixe et amélioration de 2 000 lb (907 kg) de la masse maximale au décollage, trois construits : NC 16734, NC 16735, NC 16736.
British Marine BM-1
Proposition de construction sous licence. Aucun construit.

## Accidents et incidents
- Le 11 janvier 1938, le Sikorsky S-42, nommé Samoan Clipper (en) (anciennement Pan American Clipper II) a explosé au-dessus de Pago Pago. L'hydravion a eu un problème moteur peu après le décollage. Le pilote a décidé de larguer du carburant avant de faire un atterrissage d'urgence, mais en raison du poids de l'avion, les volets avaient été complètement sortis pour maintenir l'altitude pendant le largage de carburant. Cette méthode de largage de carburant, qui n'avait pas été testée par Sikorsky et Pan Am, eut pour effet d'orienter le mélange carburant/air créé par le flux d'air sur les ailes vers les collecteurs d'échappement, ce qui provoqua une explosion et la destruction de l'avion en vol. Les sept membres d'équipage (dont le célèbre aviateur le capitaine Ed Musick) sont décédés dans l'accident[7].

- Le 27 juillet 1943, un Sikorsky S-42B de la Pan Am nommé Bermudes Clipper (anciennement Pan American Clipper III) a pris feu alors qu'il était amarré à Manaus, il n'y avait personne à bord[8].

- Le 8 août 1944, un Sikorsky S-42, nommé Kong Clipper Hong (anciennement West Indies Clipper et Pan Am Clipper III) sur le vol Pan Am 218 aller-retour de San Juan à Miami avec des arrêts intermédiaires à Port-au-Prince et Antilla (Cuba), s'est écrasé peu après son décollage d'Antilla. Il y a eu 17 victimes (tous des passagers) sur les 26 passagers et les cinq membres d'équipage[9].

### Développement lié
- Sikorsky S-40

### Aéronefs comparables
- Boeing 314
- Martin M-130
- Short Empire

## Sources
(Traduction de en-WP)